# Conquista de Angoche
A conquista definitiva do sultanato de Angoche pelos portugueses deu-se em 1910. Foi uma das Campanhas de Pacificação e Ocupação na formação de Moçambique.

## Contexto
Os portugueses entraram em contacto com o actual território de Moçambique aquando da viagem de Vasco da Gama à Índia e instalaram-se na região em 1505, quando fundaram a fortaleza de Sofala. 
Após a Independência do Brasil, Portugal procurou desenvolver o seu território em África, expandi-lo e pacificar ou ocupar quaisquer potências que se revelassem hostis à soberania portuguesa. Entre essas potências contava-se o sultanato de Angoche, pequeno reino suahíli e muçulmano que servia de intermediário com o sertão e não só persistia na manutenção do seu tráfico negreiro como submetia os régulos africanos do sertão ou encorajava-os à revolta contra as autoridades portuguesas. Após o sultão Mussa Quanto ter atacado o prazo de Maganja da Costa, Portugal ocupou Angoche em 1861 mas retirou-se pouco tempo depois.
Um membro da família real de Angoche, Omar bin Nacogo Farallahi, conhecido como Farelay pelos portugueses, organizou os ataques, juntamente com o sultão Ibrahimo e os seus aliados, os régulos macuas, de entre os quais se destacava Guernea-Muno. Farelay foi o centro de quase todas a actividade contra os portugueses. Farelay enviou tropas que combateram contra Mouzinho de Albuquerque na Batalha de Mugenga.
Em 1900, chegou ao comando militar de Mogincual, Neutel de Abreu, que consegue impor uma aparente calma na região entre Mogincual e Sancul, criando condições para que os esforços portugueses se virassem para a região de Angoche.
Regressado de férias, em Dezembro de 1909 o governador do distrito de Quelimane Massano de Amorim procurou encorajar os régulos africanos a auxiliarem Portugal na conquista de Angoche. O capitão-mor Dâmaso Augusto Marques desenvolveu intensa actividade diplomática e vários régulos de Mogovola aceitaram ajudar os portugueses, destacando-se de entre eles o régulo Morla-Muno. Ao mesmo tempo, foram fundados novos postos militares, em Macogone a 10 de Abril de 1910 e em Namezeze a 25 de Maio, para além de que o rio Ligonha foi explorado.
O plano de Massano de Amorim passava pela eliminação de Farelay, o sultão Ibrahimo, Guernea-Muno e o régulo Cobula-Muno de Mogovola. 

## A conquista de Angoche

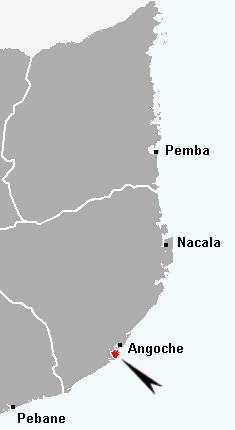
Localização de Angoche.

As tropas portuguesas contabilizavam 2134 homens, dos quais 420 soldados regulares, 1000 auxiliares e 714 sipaios divididos em quatro ensacas de sipaios. Acompanhavam-nos 1000 carregadores. Estas tropas estavam divididas em duas colunas. 
A coluna do norte era comandada pessoalmente por Massano de Amorim e partiu de Liúpo a 13 de Junho de 1910 para Angoche mas os portugueses procuraram poupar os soldados regulares e utilizaram ao máximo as tropas auxiliares africanas fornecidas pelos régulos, nomeadamente Mucapera-Muno de Corrane, comandadas por Neutel de Abreu. Elas atacaram as terras de Farelay pelo norte e rapidamente 122 autoridades africanas de Mogovola, 89 de Imbamela e M'luli e 20 de Ligonha reconheceram a autoridade portuguesa. A 15 de Junho, a coluna norte encontrava-se em Mutucuti debaixo de chuva e realizaram-se novas apresentações. A 16 e 17 de Junho, os auxiliares comandados por Neutel de Abreu atacaram as povoações de Selege, Muianha e combateram contra os guerreiros africanos dissimulados entre as árvores, levando a melhor as tropas associadas aos portugueses, melhor equipadas. Ameaçados com deportação para Timor, à medida que a coluna portuguesa avançava seguiam-se as rendições e a 22 de Junho a coluna encontrava-se em Namazeze.
A 23 de Junho, Cobula-Muno, aliado de Farelay, atacou em Cobula com 3000 guerreiros a coluna portuguesa formada em quadrado em plena floresta, mas os macuas foram repelidos. Também não conseguiu impedir o fornecimento de água. Novos ataques foram repelidos pela artilharia no dia seguinte. O combate mais sério deu-se a 26 de Junho em Nampoto e os combates estenderam-se ao longo de três quilómetros enquanto o quadrado português era violentamente atacado. Os magovolas, porém, sofreram pesadas perdas pelo fogo disciplinado das tropas regulares e a 27 de Junho Nampoto foi ocupada. Novos postos militares foram então fundados em Nametil, no curso médio do rio Meluli, e em Calipo. Cobula-Muno, régulo cruel, achou-se abandonado pelos seus vassalos e aliados e até a sua mãe e irmã recusavam-lhe asilo nas suas terras.

Região em torno da Ilha de Angoche.

Entretanto, a coluna sul era comandada pelo capitão-mor Dâmaso Augusto Marques, com pouco mais de 200 regulares, 1000 auxiliares e 600 carregadores. Dependia, portanto, mais de guerreiros auxiliares, de Sangage, Parapato e Imbamela. A 21 de Junho, em M'luli, terras de Ibrahimo, encontravam-se concentrados alguns régulos hostis aos portugueses com as suas tropas, desorientados, porém, e à espera de reforços de Guernea-Muno. Este régulo não podia dispender de homens quando Massano de Amorim se encontrava em Mogovola, no norte. A 30 de Junho, Augusto Marques enviou os auxiliares a atacar as terras de M'Luli, e do Larde. A 4 de Julho atacou as terras de Ibrahimo em Aube e a 7 de Julho as de Guernea-Muno, tendo 800 auxiliares sido atacados pelos guerreiros de Ibrahimo, Guernea-Muno e Muhogo, régulo imbamela mas estes foram repelidos. A 15 e 16 de Julho, 3 oficiais, 4 soldados europeus, 100 soldados africanos e 600 auxiliares que saíram de Macogone foram duramente atacados pelos guerreiros de Guernea-Muno e Muhogo mas foram novamente repelidos.
Razias e contra-razias terminaram a 18 de Julho com duros combates em que os portugueses levaram a melhor com a ajuda do régulo Morla-Muno. Por então, a maioria dos régulos já pretendia submeter-se aos portugueses ao passo que Farelay, Ibrahimo e Guernea-Muno encontravam-se refugiados em Matadane. A 28 ou 29 de Julho Guernea-Muno entregou-se ao capitão-mor Dâmaso Augusto Marques. Dois dias depois foi fundado o posto de Guerneia, em Imbamela, com 78 soldados. Instalados no coração da resistência macua, os portugueses haviam dominado a região. A 1 de Agosto os portugueses capturaram o sultão Ibrahimo com a ajuda de Etite-muno, que conhecia o esconderijo do sultão.

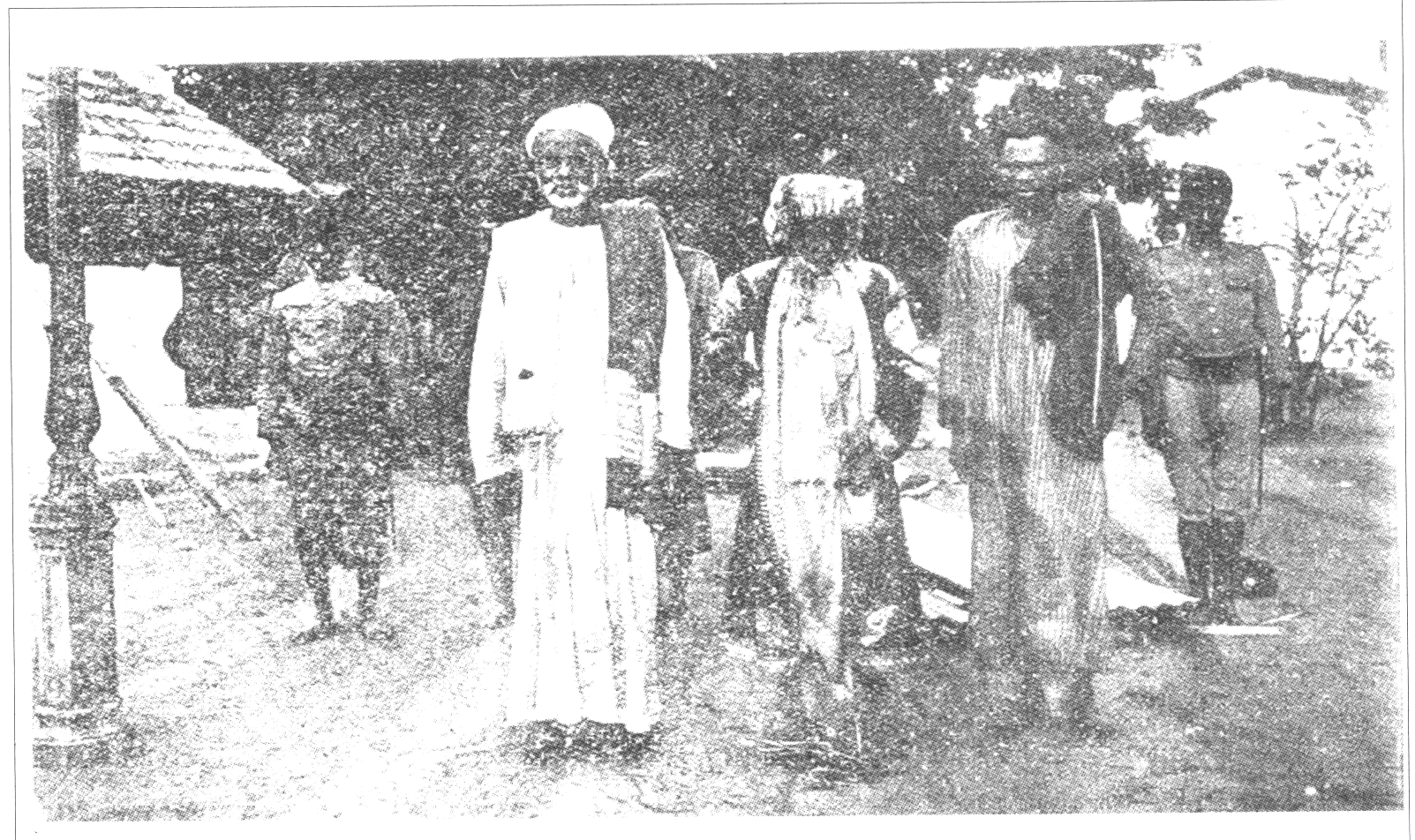
O sultão Ibrahimo, Farelay e o régulo Cubola-Muno

Após a instalação do posto de Guerneia, a 6 de Agosto o governador Massano de Amorim recebeu em Parapato 87 chefes que assinaram a capitulação perante 6000 guerreiros.
Farelay foi capturado em Moma em meados de Agosto pelo régulo Mamuia, entregue aos portugueses e deportado para a Guiné-Bissau, onde viria a falecer. Em Angoche foram fundados 17 postos e a região ocupada. No decorrer da campanha, as tropas de Massano de Amorim haviam percorrido 450 quilómetros, travado oito combates e instalado 7 postos militares no sertão, 4 em Magovola (Calipo, Nametil, Cobula, Maezeze), 3 em Imbamela (Namaponda, Macogone e Guernea). Os portugueses sofreram um soldado europeu e um soldado africano morto, tendo a maioria dos ataques sido travados por auxiliares aliados.
A seguir à tomada de Angoche, o nome da cidade foi mudado para "António Enes".